# Hellenic Shipyards
Hellenic Shipyards S.A. – stocznia w pobliżu Aten w Grecji, największa stocznia w rejonie wschodniego Morza Śródziemnego wyspecjalizowana w budowie i naprawie okrętów, zwłaszcza okrętów podwodnych, stanowiąca obecnie część Privinvest Shipbuilding z siedzibą w Abu Dhabi.